# مايكل بالاك
مايكل بالاك أو ميشائيل بالاك (بالألمانية: Michael Ballack) (مواليد 26 سبتمبر 1976 في غورليتس، ألمانيا الشرقية) هو لاعب كرة قدم ألماني سابق يجيد اللعب في مركز خط الوسط. كان قائد المنتخب الوطني الألماني قبل أن تناله الإصابة قبل انطلاق نهائيات بطولة كأس العالم لكرة القدم 2010 ويتولى فيليب لام مكانه. ويعد واحدًا من بين أكثر الهدافين في تاريخ منتخب بلاده. ارتدى بالاك القميص رقم 13 في جميع الفرق التي لعب لها فيما عدا ظهوره مع فريق كايزرسلوترن. اختاره بيليه ضمن قائمة أفضل 125 لاعب كرة قدم حي، كما حصل على جائزة أفضل لاعب وسط في الاتحاد الأوروبي لسنة 2002. وفاز بالاك بجائزة أفضل لاعب كرة قدم في ألمانيا ثلاث مرات وذلك في 2002 و2003 و2005.

## مسيرته الكروية
بدأ بالاك مسيرته في فئة الشباب بنادي كيمنتزر المحلي، والذي أهلّه ليبدأ مشواره الاحترافي سنة 1995. وانتقل إلى نادي كايزرسلوترن في سنة 1997، وفاز معهم ببطولة البوندسليغا في أول موسم له في صفوف النادي فكان ذلك أول شرف كبير له. أصبح بالاك لاعبًا أساسيًا في الفريق في موسم 1998-99، وأيضًا كسب الانضمام لمنتخب بلاده.
انتقل إلى فريق باير ليفركوزن مقابل 4.1 مليون يورو في سنة 1999. وشهد موسم 2002 له بالفوز مع فريقه ومنتخب بلاده بمركز الوصيف لمرات متعددة، حيث نال فريقه باير ليفركوزن مركز وصيف الدوري الألماني ودوري أبطال أوروبا وكأس ألمانيا، وحل منتخب ألمانيا وصيفا لكأس العالم لكرة القدم 2002 خلف البرازيل.
انتقل بالاك إلى بايرن ميونخ مقابل 12.9 مليون يورو، ونال معهم شرف الفوز بالدوري الألماني وكأس ألمانيا في سنة 2003 و2005 و2006.
وأصبح بالاك لاعب خط وسط بايرن ميونخ هدافًا مثمرًا للفريق، برصيد 58 هدف ما بين 2002 و2006.
التحق في منتصف 2006 بالدوري الإنجليزي الممتاز مع نادي تشيلسي ونال مع النادي شرف الفوز بكأس رابطة الأندية الإنجليزية المحترفة وكذلك كأس الاتحاد الإنجليزي لكرة القدم في أول موسم له في إنجلترا. وفي مايو من عام 2010 عاد إلى نادي باير ليفركوزن الألماني.

## مسيرته

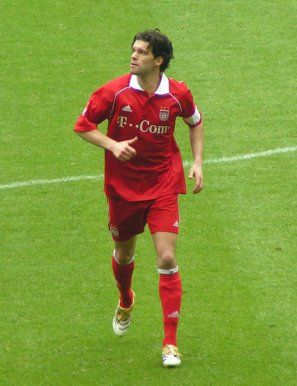
مايكل بالاك خلال مباراة ضد أرمينيا بيليفيلد

بدأ بممارسة الكرة وعمره سبعة أعوام في فريق (b c motor) وبعد بلوغه مرحلة الشباب انتقل للعب في فريق اف سي تشيمنيزير لينضم إلى المنتخب الألماني تحت 21 سنة وأكمل طريقه بأداء رائع يلفت أنظار الأندية الكبيرة حتى ضمه فريق كايزر سلاوترن سنة 1997 إلى صفوفه برغبو من المدير الفني أوتو ريهاغل.
كان أول ظهور لبالاك في الدوري الألماني في 19 سبتمبر 1997 وسجل أول هدف في نفس الدوري في 30 أكتوبر 1998 في مرمي فريق هانزا روستوك. ولعب خلال الموسم الأول له مع كايزر سلاوترن 16 مباراة ليلعب دورا كبيرا في أول ظهور له بالبوندزليجا في الفوز بالدوري الألماني مع فريقه الذي أصبح أول فريق يصعد من الدرجة الثانية ليفوز بلقب الدوري الألماني كما وصل مع كايزر سلاوترن إلى دور الثمانية في دوري أبطال أوروبا لكنه خسر أمام فريق بايرن ميونيخ.
في سنة 1999 انتقل بالاك إلى فريق بايرن ليفركوزون وكان عمره 22 عاما بمبلغ قدره 4 ملايين و800 ألف يورو.
وكانت انطلاقة بالاك مع هذا الفريق حيث ألعبه المدير الفني للفريق كريستوف دوم كلاعب خط وسط مهاجم وكان له الفضل في حسم المباريات لصالح فريقه وسجل مع بايرن ليفركوزون في ثلاثة مواسم 27 هدفا و9 أهداف في بطولة أوروبا.
انتقل إلى بايرن ميونيخ بمبلغ قدره 12 مليون و900 ألف يورو وتم استقباله في ميونخ استقبال الأبطال ويصبح من أعمدة الفريق الذي يقوده المدير الفني أوتمار هيتسفيلد.
وبعد رحيل هيتسفيلد ومجيء المدير الفني الجديد فيليكس ماغاث وفي أربعة مواسم قضاها مع بايرن ميونخ حصل علي ثلاث بطولات للدوري الألماني كما حصل علي الكأس مرتين.
وكان سنة 2002 عاما رائعا لبالاك حيث كان على وشك حصد ثلاث بطولات مع فريقه بايرن ليفركوزون ومنتخب ألمانيا أولها الدوري الألماني لكنه حصل على المركز الثاني وثانيها نهائي دوري أبطال أوروبا لكنه حل في المركز الثاني أيضا بعد الهزيمة من ريال مدريد في النهائي والثالثة كانت في كأس العالم وكان النهائي بين منتخب ألمانيا لكرة القدم ومنتخب البرازيل لكرة القدم لكن البرازيل فازت 2/صفر لتحصل ألمانيا علي المركز الثاني أيضا وحصل بالاك على لقب أحسن لاعب في ألمانيا وأحسن لاعب خط وسط في أوروبا ولا ينسى الألمان مباراة بالاك مع منتخب ألمانيا ضد منتخب أوكرانيا في تصفيات أوروبا المؤهلة لكأس العالم 2002 عندما كان المنتخب الألماني يحتاج إلى الفوز ليتأهل إلى المونديال وهزيمته تعني عدم المشاركة في هذه البطولة. وتألق بالاك في هذه المباراة فأحرز 3 أهداف في مرمي المنتخب الأوكراني الذي كان يتصدر المجموعة ليجعل منتخبه يصل إلى النهائيات في كوريا واليابان (لم يلعب بالاك المباراة النهائية بسبب الإيقاف).
و كان أداء ميشائل بالاك رائعا مع منتخب ألمانيا في بطولة كأس القارات 2005 عندما قاد منتخب ألمانيا في البطولة التي أقيمت على أرضهم وقاد منتخب بلاده للحصول علي المركز الثالث في البطولة بعد الفوز على المكسيك 4/3 وقد كان هدف الفوز لميشائل بالاك من كرة ثابتة وحصل بالاك في هذه البطولة علي لقب رجل المباراة في ثلاث مباريات أمام المكسيك وأمام تونس وأمام أستراليا.
انتقل إلى نادي تشلسي الإنجليزي بعد كأس العالم 2006.
و قد قاد بالاك منتخب ألمانيا لكرة القدم في بطولة امم أوروبا لكرة القدم 2008 حيث وصلت ألمانيا إلى النهائي وخسرت امام إسبانيا بهدف لصفر.

## وصلات خارجية
- مايكل بالاك على موقع IMDb (الإنجليزية)
- مايكل بالاك على موقع الموسوعة البريطانية (الإنجليزية)
- مايكل بالاك على موقع ألو سيني (الفرنسية)
- مايكل بالاك على موقع ديسكوغز (الإنجليزية)
- مايكل بالاك على موقع قاعدة بيانات الفيلم (الإنجليزية)
- مايكل بالاك على موقع كينوبويسك (الروسية)

- مايكل بالاك على موقع الاتحاد الدولي (مؤرشف)  (الإنجليزية)
- مايكل بالاك على موقع الاتحاد الأوربي (الإنجليزية)
- مايكل بالاك على موقع إي إس بي إن إف سي (الإنجليزية)
- مايكل بالاك على موقع قاعدة بيانات كرة القدم.إي يو (الإنجليزية)
- مايكل بالاك على موقع بيانات كرة القدم. دي إي (الألمانية)
- مايكل بالاك على موقع ليكيب (الفرنسية)
- مايكل بالاك على موقع ناشيونال فوتبول تيمز (الإنجليزية)
- مايكل بالاك على موقع Soccerbase.com (لاعب) (الإنجليزية)
- مايكل بالاك على موقع Soccerway.com (الإنجليزية)
- مايكل بالاك على موقع عالم كرة القدم.نت (الإنجليزية)
- (بالإنجليزية)

موقع ميشائل بالاك الرسمي